# Pietro Maffi
Pietro Maffi (12 de outubro de 1858 - 17 de março de 1931) foi um cardeal italiano da Igreja Católica Romana. Ele serviu como arcebispo de Pisa de 1903 até sua morte, e foi elevado ao cardinalato em 1907.

## Biografia
Nascido em Corteolona, Pietro Maffi estudou no seminário em Pavia (de onde obteve seu doutorado em teologia) antes de ser ordenado ao sacerdócio em 1881. Ele foi criado para o posto de Camareiro Privado de Sua Santidade, naquele mesmo ano, e ensinou filosofia e ciências no seminário de Pavia, do qual ele também era reitor. Maffi fundou o observatório meteorológico e o Museu de História Natural de Pavia, além de atuar como editor e diretor de Rivista di scienze fisiche e matematiche. Maffi foi posteriormente nomeado Pro-Vigário Geral de Pavia e examinador sinodal, doutor honoris causa do colégio teológico de Parma, e um membro supranumerário de sua academia científica. Em 1901, Maffi foi nomeado Vigário Geral de Ravena e prefeito de seus estudos no seminário, tornando-se Administrador Apostólico da Arquidiocese em 26 de abril de 1902.
Em 9 de junho de 1902, Maffi foi nomeado Bispo Auxiliar de Ravena e Bispo Titular de Cesareia na Mauritânia pelo Papa Leão XIII. Ele recebeu sua consagração episcopal no dia 11 de junho seguinte do cardeal Lucido Parocchi, com os arcebispos Felix-Marie de Neckere e Diomede Panici servindo como co-consagradores, na Basílica de São Paulo Fora dos Muros, em Roma. Maffi foi promovido a Arcebispo de Pisa em 22 de junho de 1903. Além de seus deveres pastorais, ele foi nomeado diretor e administrador do Observatório do Vaticano em 30 de novembro de 1904.
O Papa Pio X criou-o Cardeal Sacerdote de San Crisogono no consistório de 15 de abril de 1907, recebendo o barrete e o título em 18 de abril. Maffi participou e foi o principal candidato no conclave papal de 1914, que selecionou o Papa Bento XV.
Durante a Primeira Guerra Mundial, Maffi era conhecido como o "Cardeal da Guerra" por seu apoio a uma política de luta até o fim.
Ele também participou do conclave de 1922, que selecionou o Papa Pio XI. Em uma carta pastoral de 1925, o arcebispo emitiu um ataque contundente ao governo fascista, que posteriormente interrompeu a publicação da carta.
Amigo íntimo da Família Real, em 1930, ele presidiu o casamento do príncipe herdeiro Umberto da Itália e da princesa Marie-José da Bélgica. O cardeal continuou a escrever numerosas obras científicas e astronômicas, das quais a mais conhecida é Nei cieli. Seu amor pela ciência uma vez provocou o ultraje de Pisa, quando Maffi propôs erigir uma estátua de Galileu Galilei, o cientista condenado pela Inquisição como um herege.
Maffi morreu em Pisa, aos 72 anos. Ele está enterrado na Catedral de Pisa.